# Program: Electronic Library and Information Systems
Program: Electronic Library and Information Systems is een internationaal, aan collegiale toetsing onderworpen wetenschappelijk tijdschrift op het gebied van de bibliotheekwetenschap. De naam wordt in literatuurverwijzingen meestal afgekort tot Program. Het wordt uitgegeven door Emerald Group Publishing namens de Queen's Universiteit van Belfast.